# 4928 Vermeer
4928 Vermeer este un asteroid din centura principală, descoperit pe 21 octombrie 1982 de Liudmila Karacikina.